# Fuchsia venusta
Fuchsia venusta är en dunörtsväxtart som beskrevs av Carl Sigismund Kunth. Fuchsia venusta ingår i släktet fuchsior, och familjen dunörtsväxter. Inga underarter finns listade i Catalogue of Life.